# تيم أش
تيم أش (بالإنجليزية: Tim Asch)‏ هو تربوي ومخرج أمريكي، ولد في 16 يوليو 1932 في نيويورك في الولايات المتحدة، وتوفي في 3 أكتوبر 1994 في لوس أنجلوس في الولايات المتحدة بسبب سرطان.

## وصلات خارجية
- تيم أش على موقع IMDb (الإنجليزية)